# Louis Pabst
Pour les articles homonymes, voir Pabst.
Louis Pabst (Königsberg, 18 juillet 1846 – Nuremberg, 6 décembre 1921) est un pianiste et compositeur allemand. Il est le fils compositeur August et son frère, Pavel, est également pianiste et compositeur.

## Biographie
Louis Pabst naît à Königsberg aujourd'hui Kaliningrad. Il étudie le piano avec beaucoup de succès avec son père d'abord, puis avec Anton Rubinstein au Conservatoire de Moscou, et donne son premier concert dans sa ville natale le 1862. Il parcourt l'Allemagne et finalement s'installe en Angleterre entre 1867–1869. En 1875, il fonde avec son père, l'École de musique de Riga. Après une série de concerts en Allemagne et en Autriche, après la mort de son père en 1885, il se rend en Australie, où il fonde une autre Académie de musique, à Melbourne, en 1887. Parmi ses élèves, il enseigne à Percy Grainger de 1892 à 1894. L'année suivante, il est à Moscou, nommé professeur de l'École de musique de Moscou (1899). Il occupe ensuite d'autres postes similaires à  Vienne, Munich et Nuremberg. Parmi ses élèves, se trouve Tina Lerner (en). 
Il épouse Elena von Engelhardt (née en 1850), écrivaine allemande, traductrice de Pouchkine et Lermontov.
Il laisse plusieurs œuvres pour piano, lieder et mélodrames, etc.